# Esotiq

Esotiq – polska marka odzieżowa należąca do spółki Esotiq & Henderson z siedzibą w Gdańsku.

## Historia
Sprzedaż bielizny damskiej Esotiq rozpoczęto w 2006 roku. Marka należała wówczas do spółki LPP. W 2010 utworzono Esotiq & Henderson – spółkę-córkę LPP. Rok później przedsiębiorstwo nawiązało współpracę z modelką Joanną Krupą, która została twarzą marki Esotiq.
Właściciel marki Esotiq, spółka Esotiq & Henderson, od 2015 jest notowana na głównym parkiecie warszawskiej Giełdy Papierów Wartościowych. Sieć sprzedaży bielizny Esotiq obejmuje obecnie ponad 250 salonów zlokalizowanych m.in. w Polsce, Niemczech, na Ukrainie i Białorusi.